# AOL
AOL Inc., anteriormente conocida como America Online, es una empresa de servicios de internet y medios con sede en Nueva York. Ha vendido franquicias de sus servicios a empresas en varios países alrededor del mundo y establecido versiones internacionales.
El 12 de mayo de 2015, Verizon Communications anunció planes para comprar acciones de AOL por $4,4 mil millones de dólares, una operación que es valorada en $2 mil millones. La adquisición se completó el 23 de junio.

## Descripción
Con sucursales regionales alrededor del mundo, es el antiguo "gigante americano de los proveedores de servicios de Internet" que una vez tuvo más de 30 millones de subscriptores en varios continentes. En enero de 2000, AOL y Time Warner anunciaron sus planes de unirse. Los términos del contrato dejaron a AOL con el 55 % de la nueva compañía combinada. La unión fue cerrada en enero de 2001, después de recibir aprobaciones de la FCC, la FTC y la Unión Europea, formándose así la AOL Time Warner Company.
El control de AOL Time Warner Company quedó dividido entre ejecutivos de ambas compañías, de la siguiente manera: Gerald Levin, que había servido como director ejecutivo de Time Warner, fue nombrado director ejecutivo de la nueva compañía. Steve Case (AOL) fue nombrado presidente, J. Michael Kelly (AOL) CFO; Robert W. Pittman (de AOL) y Dick Parsons (Time Warner) como codirector de operación. El valor total de AOL consecuentemente decreció de 226.000 millones de dólares a unos 20.000 millones. De forma similar, su base de clientes disminuyó a 10.1 millones de suscriptores en noviembre de 2007, justo por delante de Comcast y AT&T Yahoo.
El dramático declive en la base de suscriptores de AOL, que llegó a tener más de 30 millones de suscriptores. Durante el 2005, distintos noticieros identificaron compañías tales como Yahoo!, Microsoft, y Google como candidatos a comprar una parte de la empresa. [4] Esos planes fueron abandonados al parecer cuando fue revelado el 20 de diciembre de 2005 que Google compraría un 5 % de AOL por mil millones de dólares.
En el Reino Unido, el negocio de acceso a Internet de AOL fue comprado por Carphone en octubre de 2006 para aprovecharse de sus 100,000 usuarios registrados, que convirtieron a Carphone en el abastecedor más grande del Reino Unido.

## Historia
AOL comenzó en 1982 como empresa de breve duración llamada Control Video Corporation (CVC), fundado por Bill von Meister. Su único producto era una red de datos llamada Gameline para la consola Atari 2600, después de que la idea de von Meister de comprar música a pedido fuera rechazada por Warner Brothers. Los suscriptores compraban un módem a la compañía por US$49,95 (equivalente a $157,7 en 2023) y pagaban una cuota inicial de US$15 (equivalente a $47,36 en 2023) además del costo de cada juego que era de un dólar estadounidense. Si el teléfono se desconectaba, el juego permanecería en la memoria del GameLine y era jugable hasta que el usuario apagaba la consola o se descargaba otro juego.
En 1983, la compañía estaba casi en la bancarrota, y un inversionista en Control Video Frank Caufield, tenía un amigo, Jim Kimsey, traído como consultor de fabricación, que el mismo año, trajo a Steve Case a la compañía como empleado de tiempo completo. Kimsey refundó la compañía con el nombre Quantum Computer Services. El mismo Case creció rápidamente a través de las filas; Kimsey lo promovió al vicepresidente de la comercialización poco después de que se convirtiera en el director ejecutivo, y más adelante lo promovió a vicepresidente ejecutivo en 1987. Kimsey pronto comenzó a preparar a Case para ascender a la fila del director ejecutivo, que lo hizo cuando Kimsey se retiró en 1991.
Kimsey ideó una nueva estrategia en 1985 lanzó una clase de mega-BBS para las computadoras Commodore 64 y 128, originalmente llamado Quantum Link (abreviado Q-Link). Q-Link era básicamente el mismo de PlayNet, Inc. fundado en 1983 por Howard Goldberg y Dave Panzi. En mayo de 1988, Quantum lanza una edición de su servicio llamado AppleLink para las computadoras de Apple II y Macintosh. En agosto de 1988, Quantum llegó para PC compatibles con IBM desarrolladas en empresa a riesgo compartido con Tandy Corporation.
En 1989 Quantum cambió el nombre del servicio a America Online, AOL se basó en una estrategia amigable con gente que recientemente nueva en el mundo de las computadoras, a diferencia de CompuServe que ya estaba establecido en comunidades técnicas. Desde el principio, AOL incluyó juegos en línea en su mezcla de productos; muchos juegos clásicos y ocasionales fueron incluidos en el sistema de software original de PlayNet. Con los años AOL introdujo muchos títulos y juegos interactivos en línea innovadores adicionales.

### Años 1990
En febrero de 1991, AOL llegó a DOS y Microsoft Windows, para entonces ya estaba en competencia con otros servicios como Prodigy, Compuserve y GEnie. La suscripción era de 350 dólares para un periodo de 25 meses; desde 1993 hasta 2005 todos los usuarios AOL tenían acceso exclusivo a las comunidades más activas de USENET y su inmenso archivo podían datar de los años 1970. Este es referido como Septiembre Eterno.
En octubre de 1996 el precio de la suscriptcion AOL pasó a $19,95 mensuales. Para 1997 la mitad de los hogares estadounidenses con acceso a internet usaban AOL. AOL se enfocaba en una agresivo marketing con base a frecuentes pruebas gratuitas y adquisiciones de otros productos: Netscape, MapQuest, Moviefone, Winamp, Compuserve entre otros.

### Traslado de la sede
El 17 de septiembre de 2007, AOL anunció que estaba mudando su sede corporativa de Dulles (Virginia) a Nueva York y combinando sus distintas unidades publicitarias en una nueva filial llamada plataforma. Esta acción siguió a varias adquisiciones publicitarias, principalmente advertising.com y resalta el nuevo foco de la compañía en los modelos de negocios basados en la publicidad. AOL creó dibujos animados en 2008 para explicar el behavioral targeting a sus usuarios, mostrando cómo las visitas pasadas de un usuario a otras web pueden determinar el contenido de los anuncios que pueden ver en el futuro. La dirección de AOL declaró que las "operaciones significativas" seguirían en Dulles, que incluye los servicios de acceso a la empresa y los bancos de módems.
A finales de septiembre de 2007 como parte de la preparación para el traslado a Nueva York, AOL completó la clausura de su antiguo centro primario de Operaciones de Red en Reston (Virginia), que vendió a Sprint Nextel Corporation a principios de 2007. Esta venta permitió a AOL consolidarse en sus operaciones en el Norte de Virginia de tres ubicaciones (Dulles, Manassas, Reston) a dos (Dulles y Manassas; el personal principalmente se fue a Dulles, mientras que las máquinas se trasladaron a Manassas). AOL se benefició del traslado reduciendo su inventario total de hardware y determinando un "camino recto" para su personal del Centro de Operaciones de Red después de consolidad sus tres sedes en dos.
Como parte del inminente traslado a Nueva York y la reestructuración de responsabilidades en el complejo de Dulles después del traslado de Reston, el director ejecutivo de AOL Randy Falco anunció el 15 de octubre de 2007 los planes de despedir a 2000 empleados en todo el mundo a finales de 2007, empezando "inmediatamente". Esa tarde, más de 750 empleados en Dulles recibieron noticias de asistir a una reunión por la mañana temprano el día siguiente; estos empleados fueron despedidos el 16 de octubre de 2007, aunque los empleados permanecieron en la nómina hasta el 14 de diciembre de 2007 de acuerdo con el Acta de Notificación de Reentrenamiento y Ajustes del Trabajo. Otros empleados cuyos grupos fueron cerrados como parte de la reestructuración fueron informados el 16 de octubre de 2007 de que iban a ser mantenidos hasta el 14 de diciembre de 2007 para completar cualquier tarea pendiente, después de lo cual serían despedidos. La reducción de la fuerza fue tan grande que virtualmente cada sala de conferencias del complejo de Dulles estaba reservada para el día como una "Sala de Propósito Especial", en la que se llevaban varios aspectos del proceso de despido para los empleados salientes. Los empleados que se quedaron en Dulles rápidamente apodaron a la masa despedida como "Martes Sangriento" en blogs en línea y en las noticias. Un número sin especificar del personal en la antigua instalación de CompuServe en Columbus (Ohio) también fue despedida, así como toda el grupo de Análisis de Calidad de Tucson, varios empleados de AOL trabajando en las antiguas instalaciones de Netscape en Mountain View, el equipo de desarrollo en Francia y prácticamente todos los miembros del reunion en Moncton (Canadá). El resultado final fue casi un 40 % de despidos de la plantilla de AOL, incluyendo una cantidad substancial de personal de Sistemas, un cambio significativo respecto a los despidos previos donde los empleados de SysOps sólo sufrieron reducciones menores de su personal. Se realizó una ronda adicional de despidos, principalmente concentrada en los grupos de análisis y en el personal de Servicios de Voz de en Halifax (Nueva Escocia) que ocurrió el 11 y el 12 de diciembre de 2007.

### TMZ.com
En 2005, AOL (junto con Telepictures Productions), lanzó TMZ.com, una de las fuentes de celebridades y cotilleo líderes en la web. TMZ.com ha sido conocido por su rapidez en lanzar noticias de famosos, frecuentemente acompañadas de videos y fotos en exclusiva.

### División de AOL en Acceso y Publicidad

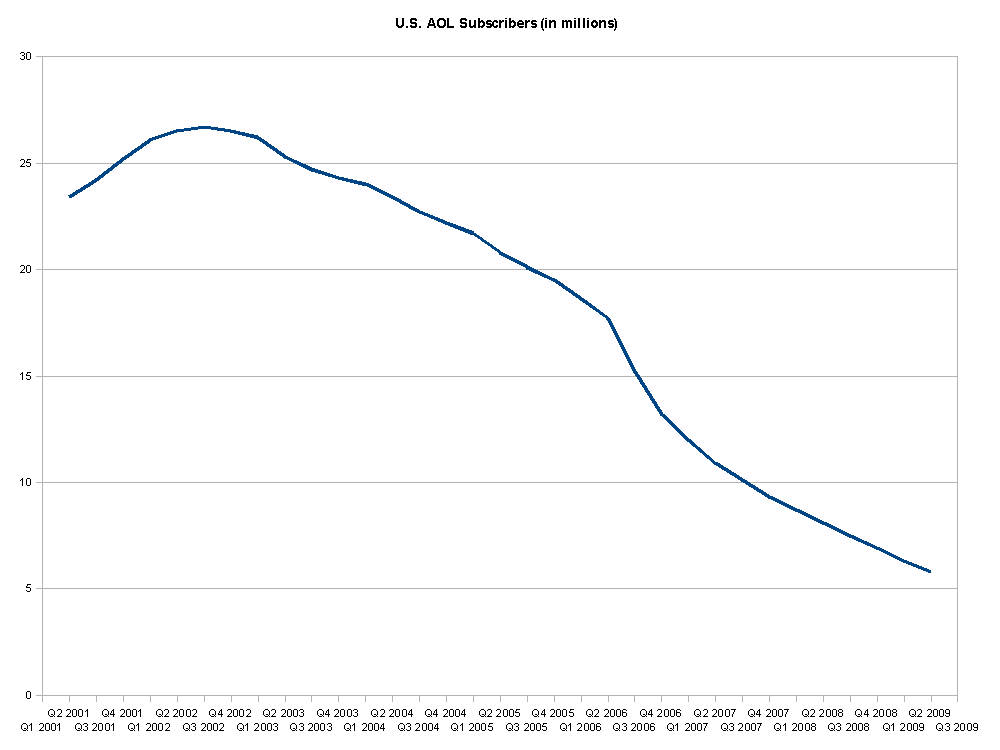
Suscriptores Aol de 2001 a 2009.

El 6 de febrero de 2008, el director ejecutivo de Time Warner Jeffrey Bewkes anunció que Time Warner dividiría el acceso a Internet de AOL y el negocio de publicidad en dos, con la posibilidad de vender posteriormente la división de acceso a Internet.

### Verizon compra AOL en 2015
El 12 de mayo de 2015, Verizon anunció planes para comprar AOL por $ 50 por acción en una transacción valorada en $ 4,400,000,000. La transacción se completó el 23 de junio Armstrong, que siguió al frente de la compañía después de la aprobación regulatoria, el acuerdo llamado el siguiente paso lógico para AOL. "Si se mira hacia adelante de cinco años, que va a estar en un espacio donde no puedan ser redes a gran escala en una escala global, y no hay mejor socio para nosotros para ir adelante con Verizon." él dijo. "No es realmente acerca de la venta de la empresa de hoy. Se trata de crear los próximos cinco a 10 años."
Analista David Banco dijo que pensaba que el acuerdo tenía sentido para Verizon. El acuerdo ampliará plataformas de ventas de publicidad de Verizon y aumentar su capacidad de producción de vídeo a través de sitios como The Huffington Post, TechCrunch y Engadget. Sin embargo, Craig Moffett dijo que era poco probable que el negocio haría una gran diferencia en el balance final de Verizon. AOL tenía cerca de dos millones de suscriptores de acceso telefónico en el momento de la adquisición. El anuncio causó el precio de las acciones de AOL se eleve un 17%, mientras que el precio de las acciones de Verizon cayó ligeramente.

## Controversias
Siendo nombrado n.º 1 en la lista de los 25 peores productos de tecnología de todos los tiempos del mundo de la PC, AOL ha estado implicados en muchas controversias.

### Líderes de la comunidad
Antes de mediados del 2005, AOL utilizó voluntarios llamados Community Leaders, o CL's, para supervisar chatrooms, tableros de mensajes, y bibliotecas. Reclutaron a algunos líderes de la comunidad para el contenido del diseño y mantenimiento usando una lengua e interfaz llamados RAINMAN, aunque la mayoría del mantenimiento fue realizado por el socio y los empleados internos.
En 1999, Kelly Hallissey y Brian Williams, líderes anteriores de la comunidad y fundadores de un sitio web en contra de AOL, llevaron un pleito legal contra AOL citando violaciones de las leyes de trabajo de los EE.UU. por el uso de CL's. El departamento del trabajo investigó pero no dio una conclusión, cerrando su investigación en 2001. A la luz de estos acontecimientos, AOL comenzó drásticamente a reducir las responsabilidades y los privilegios de sus voluntarios en 2000. El programa fue terminado eventualmente el 8 de junio de 2005. Ofrecieron los líderes actuales de la comunidad en ese entonces 12 meses de crédito en sus cuentas.

### Conflictos de facturación
AOL ha hecho frente a un número de pleitos por demandas en la demora en el cese de facturación a los clientes luego de que las cuentas fueran canceladas por la compañía o el mismo usuario. Además, AOL debió cambiar su método de calcular minutos usados en respuesta a un pleito de acción colectiva. Previamente, AOL agregaría quince segundos al tiempo que un usuario estuvo conectado al servicio, y redondeado hasta el próximo minuto entero (de esta manera, se imputaría a una persona que utilizó el servicio durante 11 minutos y 46 segundos por 12 minutos). AOL explicó que esto se hacía para contemplar el tiempo de conexión/desconexión, pero al no haber sido informados los clientes de esta práctica, los demandantes ganaron (algunos también indicaron que conectarse y desconectarse no siempre tomaba 15 segundos, especialmente cuando se conectaban a través de otro proveedor de Internet). AOL publicó sus métodos del cálculo del tiempo de conexión a todos sus clientes y les acreditó horas libres adicionales. Además, el software de AOL notificaría a usuario de exactamente cuánto tiempo estuvieron conectados y por cuántos minutos serían facturados.[cita requerida]

### Cancelación de la cuenta
Muchos clientes se quejaron de que el personal de AOL ignoró sus demandas de cancelar el servicio y que dejaran de facturarles. En respuesta a aproximadamente 300 quejas de los consumidores, la oficina del Fiscal General de Nueva York comenzó una investigación sobre las políticas de servicio al cliente de AOL. La investigación reveló que la compañía tenía un esquema elaborado para recompensar a los empleados que pretendían retener o "salvar" a los suscriptores que había llamado para cancelar su servicio. En muchos casos, dicha retención se realizó en contra de los deseos de los suscriptores, o sin su consentimiento. Según el esquema, el personal de servicio al cliente recibía bonos por un valor de decenas de miles de dólares si podían disuadir con éxito a la mitad de las personas que llamaron para cancelar el servicio. Durante varios años, AOL había implementado una retención mínima de los subscriptores que llamaban para cancelar, que los representantes debían cumplir. Estos bonos, sumado a la política de retención mínima de clientes que los acompañan, tuvieron el efecto de que los empleados no respetaran las cancelaciones, o de lo contrario, buscaban dificultarlo en lo posible.
El 24 de agosto de 2005, American Online acordó pagar $ 1.25 millones al estado de Nueva York y reformó su servicio al cliente. Según el acuerdo, AOL ya no exigiría a sus representantes de servicio al cliente que cumplan con una cuota mínima de retención de clientes para recibir una bonificación. Sin embargo, el acuerdo solo cubría a personas dentro del estado de Nueva York.
El 13 de junio de 2006, Vincent Ferrari documentó su llamada telefónica de cancelación de cuenta en una publicación de blog, declarando que había cambiado a banda ancha años antes. En la llamada telefónica grabada, el representante de AOL se negó a cancelar la cuenta a menos que Ferrari, de 30 años, explicara por qué las horas de AOL todavía se registraban en ella. Ferrari insistió en que el software de AOL ni siquiera estaba instalado en la computadora. Cuando Ferrari exigió que se cancelara la cuenta de igual forma, el representante de AOL pidió hablar con el padre de Ferrari, para quien la cuenta había sido creada. La conversación fue transmitida por CNBC. Cuando los reporteros de CNBC intentaron cancelar una cuenta en AOL, fueron colgados de inmediato y finalmente se tomaron más de 45 minutos en cancelar dicha cuenta.
El 19 de julio de 2006, todo el manual de retención de AOL fue lanzado en Internet. El 3 de agosto de 2006, Time Warner anunció que la compañía disolvería los centros de retención de AOL debido a que sus ganancias dependían de varios recortes de costos con la suma de $1.000 millones de dólares. La compañía estimó que perdería más de seis millones de suscriptores durante el año siguiente.

### Software
En 2000, AOL fue envuelto en una demanda por $8000 millones de dólares, que alegaba que su software (ahora anticuado) de AOL 5.0 causó dificultades significativas para los usuarios que procuraban utilizar otro ISP. La demanda buscó además una compensación por daños de hasta $1.000 dólares para cada usuario que había descargado su programa en el momento del pleito. AOL logró a un acuerdo de $15 millones, sin admitir su error. Ahora, el software de AOL tiene una característica llamada AOL Dialer, o AOL Connect en el OS X de Mac. Esta característica permite que los usuarios conecten con la ISP sin la necesidad de la interfaz completa. Esto ayuda a que los usuarios utilicen solamente los servicios que deseen, sobre todo en el caso del navegador de AOL.

### Los newsgroup de Usenet
Cuando AOL les dio accesos a sus usuarios de Usenet en 1993, ellos escondieron un newsgroup de la lista estándar: alt.aol-sucks. AOL los coloco en la vista alternativa cambiando su descripción a: "quejas y flameos sobre America Online". Con los clientes de AOL llenando los grupos de noticias de Usenet, la antigua base de usuarios existente comenzó a desarrollar un fuerte disgusto, tanto para AOL como a sus clientes, refiriéndose a la situación como el Septiembre Eterno.
AOL descontinuó el acceso a Usenet el 25 de junio del 2005. No se ofrecieron declaraciones oficiales al respecto, excepto para darle a los usuarios ayuda sobre como acceder a servicios de Usenet desde una third-party, Google Groups. AOL luego lanzó un foro basado en la comunidad en remplazo de Usenet.

### Términos de servicio (TOS)
Ha habido muchas quejas sobre las reglas que gobiernan la conducta de los miembros de AOL, llamadas los términos del servicio, que se aplican a cada uno que utilice AOL, sin importar edad, o a donde está un miembro de AOL en el Internet. Las demandas son que estas reglas son demasiado terminantes seguir y no permiten el jurar. La TOS se conoce como LECHUGA ROMANA (condiciones del servicio) en el Reino Unido.

### E-mail certificado
A principios de 2005, AOL indicó su intención de poner el E-mail en ejecución certificado, que permitirá que las compañías envíen el email a los usuarios con quienes tienen relaciones preexistentes del negocio, con una indicación visual que el email está de una fuente confiada en y sin el riesgo que los mensajes del email se pudieron bloquear o pelar por los filtros del Spam. Esta decisión ha dibujado el fuego de MoveOn, que caracteriza el programa como “impuesto del E-mail”. Esther Dyson defendió el movimiento en un editorial de los tiempos de Nueva York que decía que la “esperanza Goodmail de I tiene éxito, y eso tiene porciones de competición. También pienso que ella y sus competidores transformarán eventual en servicios que más directamente servicio los intereses de los recipientes de correo. En vez de los honorarios que van a Goodmail y al EON, también los compartirán con los recipientes individuales."

### Censura en China
AOL, junto con Google, Microsoft, Yahoo, Cisco, Skype, y otros, ha cooperado con el gobierno chino en poner un sistema en ejecución de la censura del Internet en la República Popular de China.
Muchos críticos de estas políticas corporativas discuten que sea incorrecto que las compañías se beneficien de censura y de restricciones en la libertad de la prensa y la libertad del discurso.
Abogados de derechos humanos tales como Guardia de los derechos humanos y grupos de los medios tales como Reporteros sin fronteras precisan que si las compañías pararan de contribuir a los esfuerzos de la censura de las autoridades, se podría forzar al gobierno para cambiar.

### Búsqueda de datos
El 4 de agosto de 2006, AOL lanzó un archivo de texto comprimido en uno de sus sitios que contenía veinte millones de palabras claves de la búsqueda para más de 650.000 usuarios sobre un período de 3 meses entre el 1 de marzo de 2006 y 31 de mayo, previstas para los propósitos de la investigación. AOL tiró del archivo del acceso público antes del 7 de agosto, pero no antes de su distribución amplia en el Internet por otros. La investigación derivada, titulada “un cuadro de la búsqueda” fue publicada por el paso, Chowdhury y Torgeson de los autores para la primera conferencia internacional sobre sistemas de información de Scalable.
Estos datos están siendo utilizados por sitios tales como AOLstalker para los propósitos de la hospitalidad, donde se anima a los usuarios de AOLstalker que juzguen a clientes de AOL basados en el humor de los detalles personales revelados por comportamiento de la búsqueda.

## Tipos
- Sesiones @ AOL
- AOL OpenRide
- AOL Mail
- Autoblog.com